# Bokel (Rendsburg-Eckernförde)
Bokel è un comune di 669 abitanti dello Schleswig-Holstein, in Germania.

Appartiene al circondario (Landkreis) di Rendsburg-Eckernförde (targa RD) ed è parte della comunità amministrativa (Amt) di Nortorfer Land.